# Богдановка (Альшеевский район)
Богда́новка — упразднённая в 1986 году деревня в Альшеевском районе Башкирской АССР. Входил на год упразднения в состав Абдрашитовского сельсовета.

## География

### Географическое положение
Расстояние до:
- районного центра (Раевский): 32 км. (1952 г.), 28 км. (1972, 1981 г.)
- центра сельсовета (Абдрашитова): 7 км.(1952 г.), 5 км. (1972, 1981 г.)
- ближайшей железнодорожной станции (Раевка): 32 км.(1952 г.), 28 км. (1972, 1981 г.)

## История
В 1952 году — деревня, входящая в Абдрашитовский сельсовет,
Исключена из учётных данных Указом Президиума ВС Башкирской АССР от 12.12.1986 N 6-2/396 «Об исключении из учётных данных некоторых населенных пунктов»).

## Население

### Историческая численность населения
на 1 января 1969 года — 166 человек; на 1 сентября 1981 года — 28 чел.

### Национальный состав
В 1969, 1972 годах преобладающая национальность — украинцы. В 1981 году — преобладающая национальность — русские.

## Транспорт
Стояла на пересечении двух местных дорог.